# Ван Вэньлань
Ван Вэньлань (кит. трад. 王文蘭, упр. 王文兰, пиньинь Wáng Wénlán) — шанхайская танцовщица, светская львица. В конце 40-х года приобрела известность, вращаясь в высших кругах общества, её слава была неотделима от слухов о её раскованной сексуальной жизни, которые она сама же и подогревала, предавая гласности свои сексуальные похождения. Личная жизнь Ван Вэньлань, а также её вызывающее поведение широко обсуждались в шанхайской прессе. После завершения Второй мировой войны Ван Вэньлань покинула Шанхай и переехала в Гонконг, где её следы теряются.

## Биография
Достоверных сведений о ранних и поздних годах жизни Ван Вэньлань не сохранилось. Единственная биография танцовщицы известна в изложении автора статьи в «Инъу чжоубао», опубликованной под псевдонимом «Волопас». Согласно этой версии, Ван Вэньлань (настоящее имя — Чжоу Хунбао 周红宝) родилась в Куньшане. Рано осталась без родителей, её воспитанием занимался дядя. Когда Хунбао исполнилось 15 лет, соседская тётушка обманным путём выманила девушку в Сямэнь, где Хунбао была продана в публичный дом. Через некоторое время из-за беспорядков в Сямэне хозяйка публичного дома была вынуждена перебраться в Гонконг и вместе с собой забрала туда же и Хунбао. Именно в Гонконге Хунбао (здесь она была известна под именем Сюй Сюэли (кит. 徐雪莉)) встретила студента по фамилии Лань, частые встречи с которым постепенно переросли в любовные отношения. В скором времени Лань вынужден был покинуть Гонконг и отправиться на обучение в Шанхай. Хунбао была выкуплена из борделя неким господином Ся, который покинул её во время оккупации Гонконга японцами. Оставшись без родственников и материальной поддержки, девушка отправилась в Шанхай на поиски своего возлюбленного. Ей удалось отыскать Ланя и их отношения возобновились. Пара уже готовилась пожениться, когда из-за одного бытового инцидента между влюблёнными произошла сора и Лань исчез из жизни Хунбао. Расставание с Ланем наложило глубокий отпечаток на Хунбао, которая стала вести раскованный образ жизни, наслаждаясь компанией молодых парней и состоятельных мужчин. Жизнь Ван Вэньлань протекала в театрах, кинотеатрах, на ипподромах, в кафе и ресторанах. В скором времени она получила имя «Драгоценное сокровище» (至尊宝) — по названию самой высокой комбинации костей в пайцзю. Ван Вэньлань неоднократно была замужем. Все её официальные мужья были китайцами, однако в годы войны она активно общалась с японскими офицерами, а после окончания войны — с американскими военными. Автор одной из статей не без скрытой иронии восхищался «аппетитом» Ван Вэньлань, которая одинаково «поглощала» как уродов, так и красавцев, как толстых, так и худых, и сообщал, что в настоящее время танцовщица имеет 15 американских любовников, а её «выдающиеся способности» позволяют ей поддерживать общение со всеми ухажёрами без каких-либо конфликтов.
Ван Вэньлань была в центре внимания шанхайской прессы в 1942—1948 гг. В 1948 году она покинула Шанхай и перебралась в Гонконг, где продолжала вести прежний образ жизни. Так, китайский писатель Ся Цзиань в письме от 15 мая 1949 года своему брату, известному литературоведу Ся Чжицину писал, что на днях в гостинице «The Tavern» повстречал одну танцовщицу по имени Ван Вэньлань, также известную как «Драгоценное сокровище». Цзиань отметил, что жизнь бывших шанхайских танцовщиц в Гонконге не завидна и они готовы удовлетворить любые прихоти клиентов для получения средств на проживание.
В Гонконге следы Ван Вэньлань теряются, информация о дальнейшей жизни не встречается.